# Acaena valdiviana
Acaena valdiviana é uma espécie de rosácea do gênero Acaena, pertencente à família Rosaceae.